# اندیس مرمریت احمدآباد
مرمریت احمدآباد یک اندیس مصالح ساختمانی است که در حوالی شهر آباده استان یزد قرار دارد و مادهٔ معدنی موجود در آن، مرمریت است؛ و دیرینگی آن به دوران الیگومیوسن می‌رسد.